# Petőházi Gábor
Petőházi Gábor (Körmend, 1922. április 22. – Gödöllő, 1978. május 18.) magyar agrármérnök, a mezőgazdasági tudományok kandidátusa (1963).

## Életpályája
Már huszonévesen, 1945-ben – mint a Körmendi Járási Nemzeti Bizottság tagja – részt vett a földreform Vas vármegyei végrehajtásában. 1949–1952 között a Zalalövői Állami Gazdaságban dolgozott, mint főagronómus, később mint igazgató. Közben elvégezte a Keszthelyi Mezőgazdasági Akadémiát, ahol 1953-ban szerzett diplomát. Oklevelének birtokában az Állami Gazdaságok Dél-dunántúli Igazgatóságára kapott kinevezést, mint főállattenyésztő. 1955–1957 között a Baranya megyei állami gazdaságok megyei igazgatója.
1957. nyarán a földművelésügyi miniszter helyettesének nevezték ki, e poszton Matolcsi Jánost váltotta és 1964-ig viselte tisztségét. Attól kezdve haláláig a Gödöllői Kisállattenyésztő Kutató Intézet igazgatója volt. Kutatómunkája főleg az állattenyésztés és nemesítés területére terjedt ki. Gödöllői tevékenysége alatt kisállathibrideket nemesített, amelyek közül több fajta elismerést nyert. Több mint 100 szak- és ismeretterjesztő cikket publikált, tudományos és szakmai tevékenységét 1964-ben Tessedik Sámuel-emlékéremmel ismerték el.
Társadalmi szerepvállalásai közül említést érdemel, hogy országos alelnöke volt az Agrártudományi Egyesületnek, illetve tagja volt a Mezőgazdasági, Erdészeti és Vízügyi Dolgozók Szakszervezete (MEDOSZ) központi vezetőségének, majd az elnökségének. Tagja volt az MTA Állattenyésztési Szakbizottságának.